# Nachtkonvooi
Het nachtkonvooi is de benaming voor de tocht door de grachten van Amsterdam voor jachten met een staande mast. Voor jachten met een mast die niet of lastig te strijken is, wordt elke nacht een doorvaart door Amsterdam georganiseerd. Per nacht is er één doorvaart van zuid naar noord en één andersom. Alle schepen die aan deze doorvaart meedoen, varen in konvooi, dus als één groep door alle bruggen en een sluis.

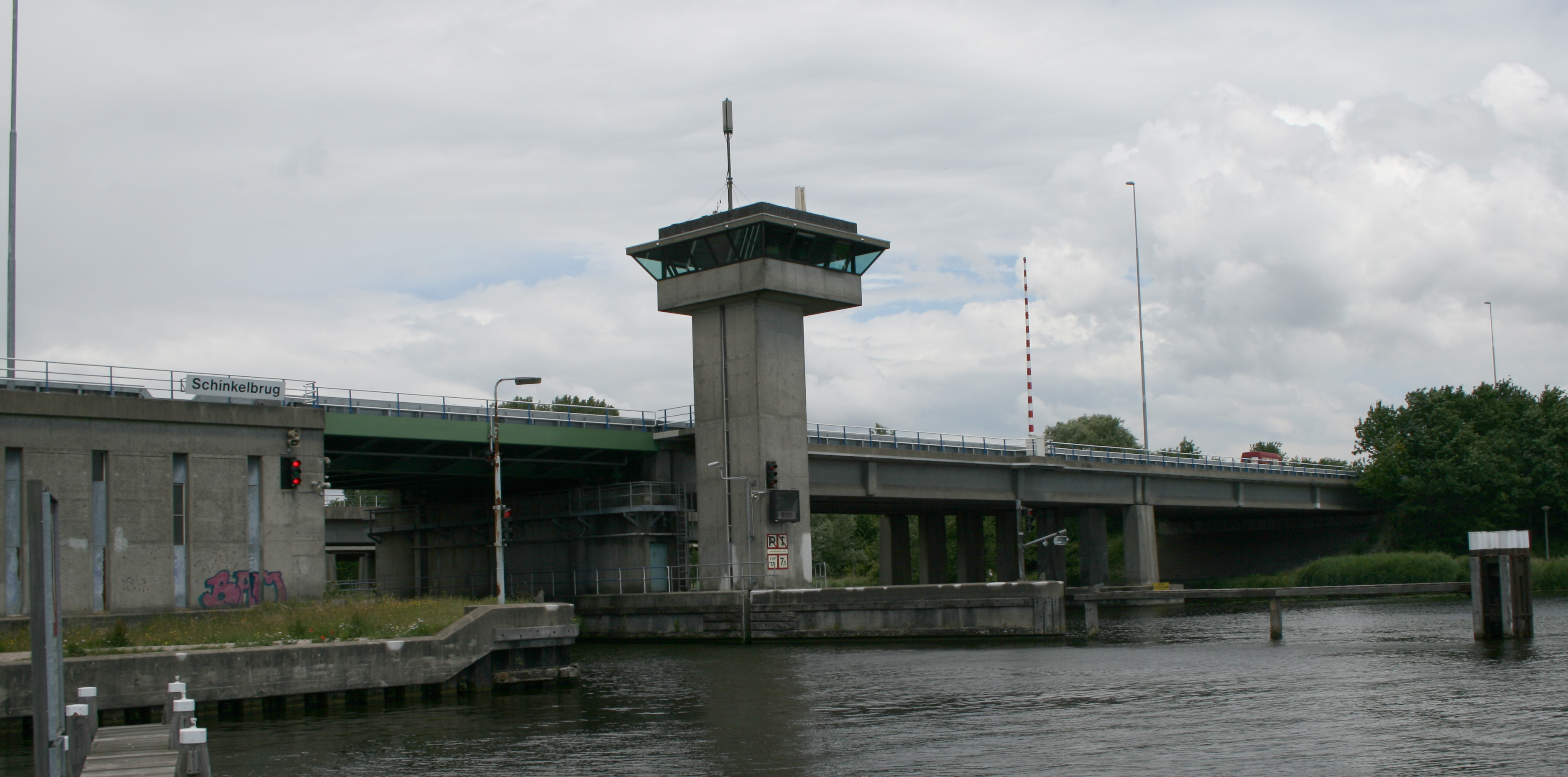
Begin van de konvooiroute aan Zuidkant

## Reden

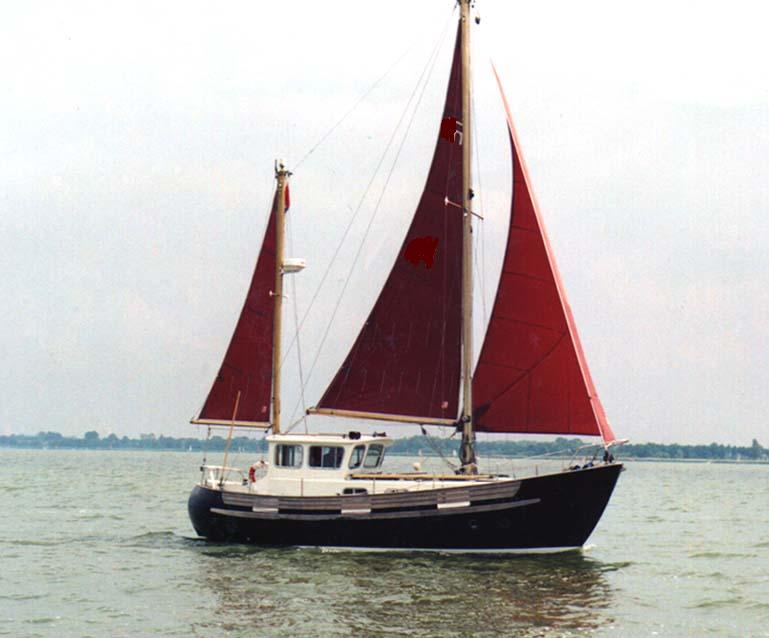
Deelnemer aan het konvooi. Strijken van masten op tweemasters is lastig.

Schepen met een mast die vanaf Amsterdam naar Rotterdam en verder (of van noord naar zuid) willen gaan, hebben twee opties: buitenom over de Noordzee of binnendoor via de zogenoemde Staande Mastroute. Als schepen via de Staande Mastroute willen varen bestaan er aan de noordkant van de route twee trajecten: via Amsterdam met het nachtkonvooi of via Haarlem.
De vaarroute van het IJ via Schiphol naar de Ringvaart van de Haarlemmermeer gaat dwars door Amsterdam. Aan het begin van de route (van noord naar zuid bekeken) ligt de Singelgrachtbrug, een intensief gebruikte spoorbrug. Om het treinverkeer zo min mogelijk te hinderen, wordt deze brug slechts één keer per dag geopend en wel midden in de nacht. Gewoonlijk wordt deze spoorbrug geopend als het van zuid naar noord varende konvooi aankomt. Nadat dit konvooi is gepasseerd vaart het tegenliggende konvooi door de spoorbrug.

## Konvooivaart
De route die in konvooi wordt afgelegd, loopt vanaf het noorden vanaf het IJ en eindigt bij de Schinkelbrug, de weg- en spoorbruggen van de zuidelijke ringweg bij de Nieuwe Meer. Schippers die mee willen varen in het eerstvolgende konvooi, moeten zich in de loop van de dag of avond melden bij de brug- of sluiswachter. Daarbij moet de schipper tevens de kosten verbonden aan de doorvaart voldoen. Aan de noordkant kan de schipper zich melden bij de brugwachter van de brug over het Westerkanaal, de Westerkeersluis en brug, te bereiken via de Houthaven. In de loop van de avond opent de brugwachter – op verzoek – de verkeersbrug en kunnen de wachtende schepen afmeren langs de kade tussen deze brug en de spoorbrug.
Van zuid naar noord kan men wachten voor de verkeersbruggen in de ringweg A 10 en de Schinkelbrug, de spoorbrug in de Schiphollijn. Melden en betalen kan bij de sluiswachter van de Nieuwe Meersluis tot 23:00 uur.
Meestal vaart eerst het zuid-naar-noord-konvooi; dit vertrekt rond middernacht vanaf de Nieuwe Meer. Afhankelijk van het aantal schepen, de weersomstandigheden en eventuele andere omstandigheden duurt de passage ongeveer twee uur. Zodra dit noordwaartse konvooi het einde van de route nadert, worden de wachtende schepen voor de zuidwaartse vaart gewaarschuwd zodat iedereen klaar is als het eerste konvooi door de spoorbrug is gegaan, en beide konvooien van één brugopening gebruik kunnen maken.
Behalve de spoorbrug worden alle bruggen in Amsterdam bediend door één of eventueel twee brugwachters die van brug tot brug meerijden. Is er maar één brugwachter dan moeten de jachten voor elke brug wachten totdat alle schepen in het konvooi door de vorige brug zijn, deze gesloten is en de brugwachter naar de volgende brug is gereden. Als er veel schepen in het konvooi zijn, kan het vrij druk worden tussen twee bruggen. Kleine aanvaringen tussen de schepen komen daardoor geregeld voor, maar door de lage snelheden leidt dit zelden tot schade. Bij ongunstige omstandigheden, zoals harde wind al dan niet in combinatie met regen, is het risico op averij groter.

## Route

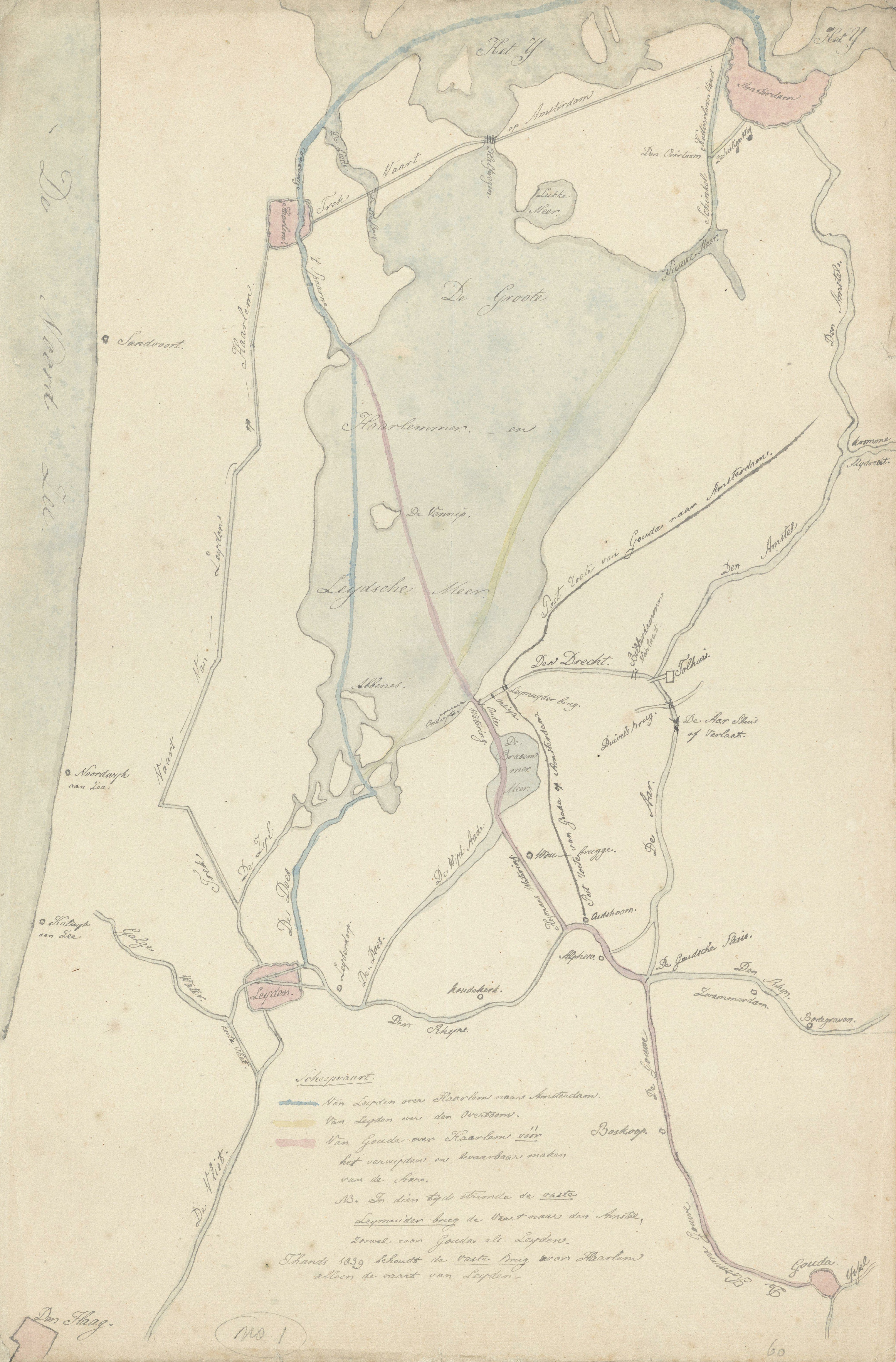
Tot de inpoldering van het Haarlemmermeer in 1850 kon men verder via de hier aangegeven routes.

Van noord naar zuid loopt de konvooiroute vanaf de Houthaven tot aan de Nieuwe Meer via de Kostverlorenvaart. Op dit traject komt men de volgende (bediende) bruggen tegen:
- Westerkeersluisbrug - meldpunt, opent voor begin konvooi. Wachtmogelijkheid tussen deze brug en:
- Singelgrachtbrug (spoorbrug)
- Willemspoortbrug - begin Singelgracht
- Kattenslootbrug - begin Kattensloot
- Van Hallbrug - begin Kostverlorenvaart
- Beltbrug
- Wiegbrug
- Kinkerbrug
- Overtoombrug
- Th. de Bockbrug
- Zeilstraatbrug, geeft toegang tot het bedrijventerrein Schinkel
- Nieuwe Meersluis, schutsluis. Na opening van de sluisdeur kan de Schinkelbrug, over de Ringweg-Zuid en de Schiphollijn, geopend worden.

## Aansluitend
Na de passage van noord naar zuid bevindt men zich op de Nieuwe Meer en kan doorgevaren worden tot aan de Schipholbrug in Rijksweg 9. Deze wordt 's nachts niet bediend. Men kan vlak voor deze brug aanleggen en gaan slapen voor de eerste bediening. Aangeraden wordt om wel de eerste opening te gebruiken, omdat deze brug beperkt bediend wordt en men flink moet doorvaren om de opening van de spoorbrug bij Gouda dezelfde dag nog te halen.
Hoewel er vanaf de Schipholbrug geen sprake meer is van een formele konvooivaart blijven de meeste jachten zo veel mogelijk in één of enkele groepen varen om op tijd bij de spoorbrug van Gouda te zijn. Vanaf Alphen aan den Rijn via de Hollandse IJssel, de Noord, Oude Maas en Dordtsche Kil eindigt de officiële route bij Willemstad. Dit geheel is de Staande Mastroute.
Andersom eindigt de route in de Houthaven, in open verbinding met het IJ. Schippers kunnen vervolgens doorvaren naar het IJsselmeer of elders.

## Alternatief
Naast het nachtkonvooi door Amsterdam is ook een route door Haarlem mogelijk. Vanaf de Ringvaart van de Haarlemmermeer bij De Kaag of zelfs al vanaf Alphen aan den Rijn. De doorvaart door Haarlem geschiedt ook in konvooi, maar bediening is alleen overdag en 's avonds. Hierdoor duurt een complete passage vanaf Gouda naar het Noordzeekanaal een extra dag vergeleken met de route door Amsterdam. Behalve de diverse bruggen in Haarlem zijn andere beperkende obstakels de brug in de Rijksweg 9 en ook de spoorbrug in de Schiphollijn bij Sassenheim en de verkeersbrug in de Rijksweg 44 aldaar.